# Trichoglottis amesiana
Trichoglottis amesiana är en orkidéart som beskrevs av Louis Otho Otto Williams. Trichoglottis amesiana ingår i släktet Trichoglottis och familjen orkidéer. Inga underarter finns listade i Catalogue of Life.